# Moisés Cezar Dos Santos
Moisés Cezar Dos Santos (9 de abril de 1983) es un voleibolista brasileño que juega como receptor en el Vecindario ACE Gran Canaria de la Superliga.
Empezó a jugar en su país en Brasil donde debutó con el Sada Cruzeiro Voleibol y más tarde jugó en el CNR Álvares Cabral antes de dar el salto a Europa. Su estreno en el Viejo Continente fue en el CD Numancia Voleibol. Tras esta primera toma de contacto, decide volverse a su país al Sao Caetano aunque pronto volverá a las ligas europeas, esta vez a Alemania. Fichó por el Bisons Bühl donde estaría durante tres años llegando a debutar en Copa CEV. Todo ello justo antes de regresar a su país de la mano de Sao José Volei. Esa fue la última vez que volvería a jugar en las filas de un equipo carioca ya que a partir de ahí fichó por el Unicaja Almería y posteriormente en el Vecindario ACE Gran Canaria.

## Trayectoria
A lo largo de su trayectoria profesional ha jugado en tres países diferentes: Brasil, España y Alemania. Un total de ocho equipos en los que ha estado jugando quince temporadas al más alto nivel.
| Club                        | País     | Puntos      |
| --------------------------- | -------- | ----------- |
| Sada Cruzeiro Voleibol      | Brasil   | 2005 - 2007 |
| CNR Álvares Cabral          | Brasil   | 2008 - 2009 |
| CD Numancia Voleibol        | España   | 2009 - 2010 |
| Sao Caetano                 | Brasil   | 2010 - 2011 |
| Bisons Bühl                 | Alemania | 2011 - 2014 |
| Sao José Volei              | Brasil   | 2014 - 2015 |
| Unicaja Almería             | España   | 2015 - 2017 |
| Vecindario ACE Gran Canaria | España   | 2017 - Act. |

- Datos actualizados a 21 de diciembre de 2019.

## Palmarés

### Jugador
Campeonatos Nacionales
| Título              | Club            | País   | Año  |
| ------------------- | --------------- | ------ | ---- |
| Supercopa de España | Unicaja Almería | España | 2015 |
| Copa del Rey        | Unicaja Almería | España | 2016 |
| Superliga           | Unicaja Almería | España | 2016 |